# Кизилове (Бахчисарайський район)
Кизи́лове (крим. Kızılove, до 1962 року — Вишне́ве) — село в Україні, у Бахчисарайському районі Автономної Республіки Крим.
Площа села 48,8 гектара, розташовано 390 дворів. Населення становить 33 особи (70 осіб на 2012 рік за даними сільради).
Відстань від райцентру становить 37 кілометрів по прямій.

## Географія
Селом протікає річка Байдарка.
Кізилове розташоване в південній частині Байдарської долини, в кілометрі на південний захід від села Орлиного. Село з трьох боків оточене горами Головної гряди Кримських гір і лише з півночі до нього підходить долина. У лісах цього району удосталь росте дикий кизил. Звідси й назва села. У свій час село мало назву Вишневе. Висота центру села над рівнем моря 324 метри.

## Історія
Село виникло на початку 1950-х років на місці підсобного господарства санаторію «Форос» і на 1952 вже значилося в списках Орлинівської сільради.
24 квітня 1957 року було скасовано Балаклавський район та село було передано до складу Куйбишевського району Кримської області.
Указом Президії Верховної Ради УРСР «Про укрупнення сільських районів Кримської області» від 30 грудня 1962 року Куйбишевський район скасували та Кизилове передали до Бахчисарайського району.
1 січня 1965 року, указом Президії ВР УРСР «Про внесення змін до адміністративного районування УРСР — по Кримській області», Кизилове, разом з Орлинівською сільрадою, знову передано з Бахчисарайського району на підпорядкування Балаклавському.

7 вересня 2023 року село перейшло зі складу міста зі спеціальним статусом Севастополь до Бахчисарайського району Автономної Республіки Крим.